# Gentiobioză
Gentiobioza este o dizaharidă formată din două unități de D-glucoză legate β(1→6). Este un solid cristalin alb, solubil în apă sau metanol la cald. Se regăsește în structura unor glicozide, precum crocina. Este un produs de caramelizare al glucozei.